# خواهران غریب (رمان)
خواهران غریب رمانی است از اریش کستنر، نویسنده آلمانی. این کتاب با نام لوتی دوتایی (به آلمانی: Das doppelte Lottchen) در سال ۱۹۴۹ منتشر شد.این کتاب با نام لوتی و لیزا (به انگلیسی: Lottie and Lisa) نیز شناخته می‌شود. بر اساس این کتاب فیلم‌ها و نمایش‌های بسیاری ساخته شده‌است.
ترجمه فارسی این کتاب با نام «خواهران غریب» توسط علی پاک بین از سوی کانون پرورش فکری کودکان و نوجوانان و با همین نام و ترجمه سپیده خلیلی از سوی انتشارات محراب قلم و با نام «لوته و همتایش» و ترجمه سروش حبیبی، توسط نشر ماهی منتشر شده است.

## فیلم‌ها و نمایش‌های برگرفته
- Das doppelte Lottchen (۱۹۵۰) (آلمان غربی)
- The Lullaby of Hibari, (Hibari no Komoriuta, ひばりの子守唄) with Hibari Misora (۱۹۵۱) (ژاپن)
- Twice Upon a Time (۱۹۵۳) (پادشاهی متحده)
- The Parent Trap (۱۹۶۱) (ایالات متحده)
- Pyaar ke do Pal (۱۹۸۶) (هندوستان)
- I and Myself: The Two Lottes (Watashi to Watashi: Futari no Lotte, わたしとわたし ふたりのロッテ

(۱۹۹۱–۹۲) (سری پویانمایی زاپنی)
- Charlie & Louise (۱۹۹۴) (آلمان)
- It Takes Two (۱۹۹۵) (ایالات متحده)
- گل پری جون(۱۳۵۲) (ایران)
- دو نیمه سیب(۱۳۷۰) (ایران)
- خواهران غریب (۱۳۷۴) (ایران)
- The Parent Trap (۱۹۹۸) (ایالات متحده)
- Kuch Khatti Kuch Meethi (۲۰۰۱) (هندوستان)
- Tur & Retur در ۲۰۰۳ (سوئد)